# Jagten

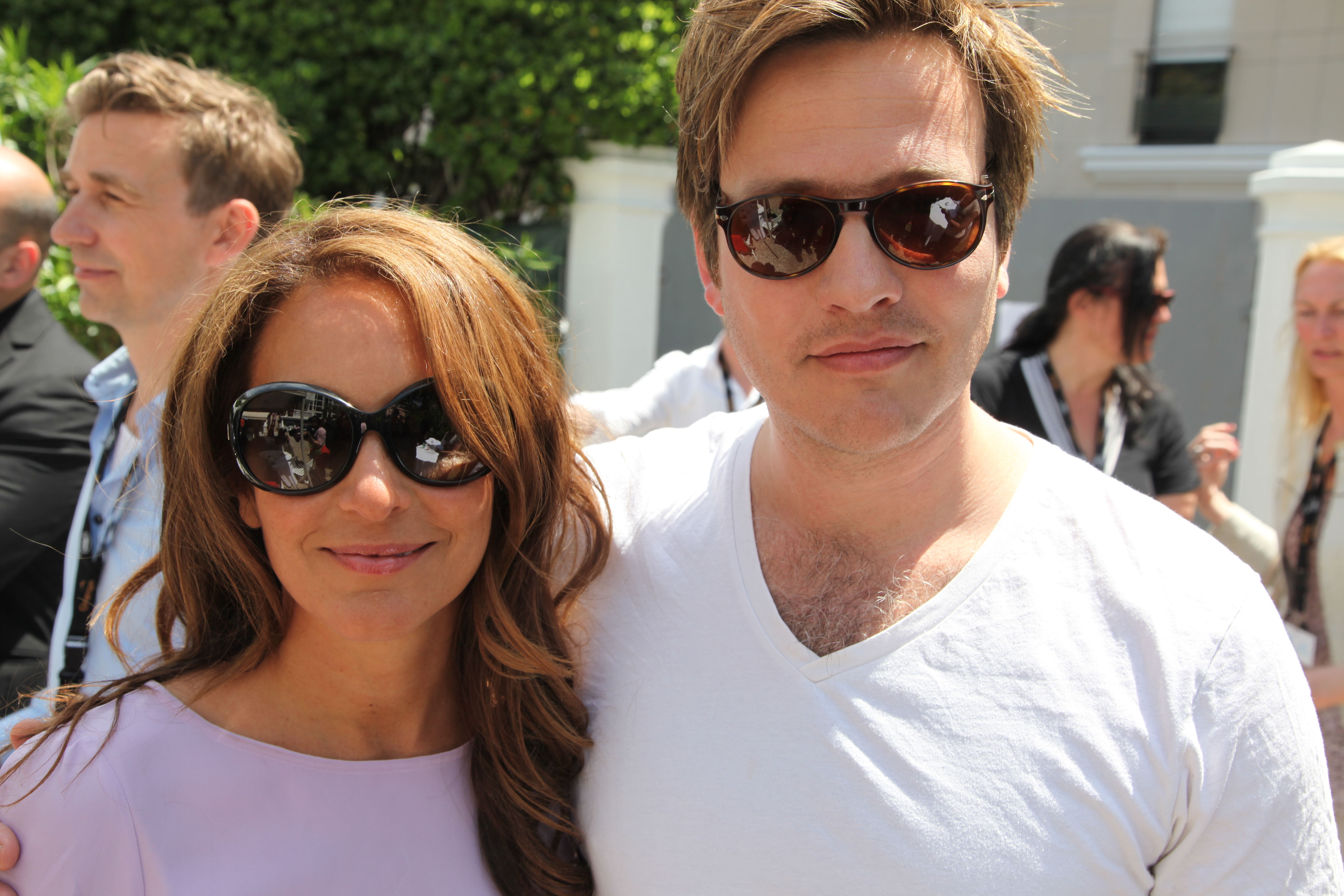
Alexandra Rapaport en Thomas Vinterberg bij de presentatie van Jagten in Cannes op 19 mei 2012.

Jagten (De Jacht, Engelse titel: The Hunt) is een Deense dramafilm uit 2012, geregisseerd door Thomas Vinterberg, naar een scenario van Tobias Lindholm en Vinterberg zelf.
De productie werd genomineerd voor de BAFTA Award voor beste niet-Engelstalige film. Jagten won daarnaast onder meer een European Film Award voor beste scriptschrijver 2012, de prijs voor beste acteur (Mads Mikkelsen) van het Filmfestival van Cannes 2012 en een British Independent Film Award voor beste internationale film van 2012.

## Verhaal
De pas gescheiden vader Lucas is leider op een kleuterschool in een klein dorp in Denemarken. De kinderen zijn gek op hem en hij op hen. De kleine Klara is zelfs zo dol op Lucas dat ze hem op een onbewaakt moment vanuit het niets op de mond kust. Daarbij stopt ze ook een klein ingepakt hartje dat ze voor hem maakte in zijn zak. Lucas neemt Klara daarom even apart, legt haar uit dat zoiets niet kan en dat ze het hartje aan een jongetje van haar leeftijd moet geven. Verward en teleurgesteld trekt het meisje zich terug. Lucas denkt niet lang na over het voorval en richt zijn aandacht op de andere kinderen.
Hoofdleidster Grethe treft Klara aan het eind van de dag alleen achter een bureau aan. Ze ziet dat het meisje ergens mee zit en vraagt of er iets is. Klara vertelt haar dat ze Lucas stom vindt, 'omdat hij een piemel heeft die recht overeind staat.' Grethe vindt dit zo'n vreemde opmerking voor een klein meisje, dat ze die uiterst serieus neemt en Lucas begint te verdenken van seksueel misbruik. In werkelijkheid komt Klara aan dergelijke taal door een onnadenkende opmerking van haar puberende broer, net nadat die een paar seksfoto's zag en die Klara ook voor haar neus hield. Lucas is volkomen onschuldig. Aangezien hij de aard en achtergrond van de beschuldiging niet kent, kan hij zich hier alleen niet tegen verdedigen. Tijdens een halfbakken intern onderzoek op de kleuterschool krijgt Klara vervolgens vragen die zo sturend zijn, dat ze alleen maar antwoorden kan geven die de ondervragers als bewijs voor Lucas' schuld kunnen uitleggen. En dat doen ze.
Grethe stelt Lucas op non-actief. Daarnaast licht ze de ouders van zowel Klara als de andere kinderen op de school in en brengt ze de autoriteiten op de hoogte. Het 'nieuws' verspreidt zich als een lopend vuurtje door de kleine gemeenschap. Die keert zich vrijwel volledig en totaal tegen Lucas. Bijna iedereen kijkt hem op straat met de nek aan, zijn ex-vrouw houdt hun zoon Marcus bij hem weg, winkels weigeren hem iets te verkopen en zowel zijn vrienden als voormalige collega's verbreken elk contact met hem. Dat geldt ook voor zijn beste vriend Theo, Klara's vader. Klara zelf probeert meermaals uit te leggen dat Lucas niets verkeerds gedaan heeft, dat ze 'iets doms gezegd heeft.' Grethe en haar moeder leggen dit alleen uit als teken dat Klara het misbruik vergeten is; dat het wel degelijk plaatsgevonden heeft, maar dat het meisje de nare herinnering verdrongen heeft.
De situatie escaleert verder. De beschuldiging tegen Lucas dat hij Klara heeft misbruikt, breidt zich uit tot de aantijging dat hij met nog veel meer kinderen op de school seksuele handelingen heeft verricht. De ruiten van Lucas' huis worden ingegooid, zijn hond Fanny wordt vermoord en Lucas wordt in elkaar geslagen. Alleen zijn tienerzoon Marcus en diens peetoom Bruun blijven vierkant achter Lucas staan, ervan overtuigd dat hij onschuldig is. Zo komt Bruun erachter dat een aanzienlijk deel van de kinderen die Lucas beschuldigen overeenkomstige verklaringen aflegden over het uiterlijk van de kelder in Lucas huis, waar het misbruik plaatsgevonden zou hebben. Maar Lucas' huis heeft helemaal geen kelder.
Tijdens de lokale kerstviering in de dorpskerk kan Theo zijn ogen niet van Lucas afhouden. Die is ondanks alles toch komen opdagen. Theo raakt er tijdens het bestuderen van zijn voormalige beste vriend van overtuigd dat die zijn dochter niet misbruikt kán hebben. Hij kan niet langer geloven dat die tot zoiets in staat zou zijn. Zijn vrouw wil alleen niets horen van zijn veranderde gedachten, dus zwijgt hij. Later op de avond gaat Theo bij zijn dochter kijken op haar slaapkamer. Al half in slaap denkt Klara dat niet haar vader, maar Lucas in de deuropening staat. Ze fluistert hem toe dat ze spijt heeft van wat ze heeft gezegd, dat ze dom is geweest. Op dat moment staat Lucas' onschuld voor Theo helemaal vast. Hij pakt een deel van het kerstmaal van de familie en wat drank en gaat daarmee naar Lucas. Die ligt murw en eenzaam in bed in zijn verduisterde huis. Hij wil in eerste instantie dat Theo weggaat, maar accepteert dan toch het eten en drinken dat die voor hem mee heeft gebracht. Daarmee zetten ze samen de eerste stap in het zuiveren van Lucas' naam.

### Epiloog
Een jaar na de heksenjacht op Lucas, lijken de verhoudingen binnen het dorp weer zoals die vroeger waren. Lucas heeft een relatie met Nadja, Klara toont zich weer volkomen op haar gemak bij hem en Marcus wordt feestelijk onthaald als volwassen lid van de lokale jachtclub. Om dit te vieren, is er die middag een jachtpartijtje in het bos. Wanneer Lucas zich daarbij even afzondert van de andere leden, vliegt er plotseling een kogel rakelings langs zijn hoofd, in de boom achter hem. De moeilijk zichtbare schutter herlaadt en lijkt te richten op Lucas, die verblind raakt door de zon. Wanneer hij weer kijkt, is de schutter verder weg en staat hij met zijn rug naar Lucas toe. Die beseft dat zijn leven ondanks de naamzuivering toch nooit meer hetzelfde zal zijn als voorheen.

## Rolverdeling
| Acteur              | Personage          | Opmerkingen |
| ------------------- | ------------------ | ----------- |
| Mads Mikkelsen      | Lucas              | protagonist |
| Thomas Bo Larsen    | Theo               |             |
| Annika Wedderkopp   | Klara              |             |
| Lasse Fogelstrøm    | Marcus             |             |
| Susse Wold          | Grethe             |             |
| Anne Louise Hassing | Agnes              |             |
| Lars Ranthe         | Bruun              |             |
| Alexandra Rapaport  | Nadja              |             |
| Ole Dupont          | Godsejer / Advokat |             |

## Achtergrond
Na Festen uit 1998 was Jagten de tweede film van regisseur Vinterberg rond het thema kindermisbruik. De aanleiding hiervoor was een opmerking van een psychiater dat Vinterberg ook de andere kant van de medaille moest laten zien. Jagten werd geproduceerd door Zentropa, het filmbedrijf van Lars von Trier en Peter Aalbæk Jensen.

## Ontvangst
Jagten kreeg vier sterren van Cinema.nl en De Telegraaf en de maximale vijf sterren van NU.nl en De Volkskrant. In de eerste maand dat Jagten in Nederland in de bioscoop draaide, bezochten meer dan 100.000 mensen de film.

## Prijzen en nominaties
De film ging in première op 20 mei tijdens het Filmfestival van Cannes 2012. Hoofdrolspeler Mads Mikkelsen won in Cannes de prijs voor de beste acteur. Bij de 25e Europese Filmprijzen op 1 december 2012 in Malta werd Jagten vijf keer genomineerd; Lindholm en Vinterberg wonnen de prijs voor het beste scenario. De film werd tevens genomineerd voor de Oscar voor Beste Niet-Engelstalige film.